# Зорі типу BY Дракона
Зорі типу BY Дракона (BY Dra) — це змінні зорі головної послідовності пізніх спектральних класів, як правило, K або M. Назва походить від прототипу цієї групи змінних — зоряної системи BY Дракона. Ці зорі демонструють зміни у світності внаслідок поєднання обертання зорі із зоряними плямами та іншою активністю хромосфери. Коливання яскравості переважно не перевищують 0,5 зоряної величини. Криві яскравості (блиску) змінних типу BY Дракона є квазіперіодичними, а період наближений до середньої швидкості обертання зорі. Крива яскравості є нерегулярною протягом одного періоду та дещо змінюється за формою від періоду до періоду. У зорі-прототипа BY Дракона форма кривої яскравості за період залишалася схожою протягом місяця.
Зорі типу BY Дракона є підгрупою спалахуючих змінних зір (типу UV Кита), тому криві блиску цих зірок разом з квазіперіодичною складовою містять неперіодичну спалахову складову.
До зір типу BY Дракона спектральних класів K та М, які розташовані відносно недалеко від Землі, належать зоря Барнарда, зоря Каптейна, 61 Лебедя, Росс 248, Лакайль 8760 (AX Мікроскопа), Лаланд 21185 та Лейтен 726-8.
Росс 248 — це перша підтверджена зоря типу BY Дракона, змінність якої відкрив Джеральд Крон у 1950 році. Змінність прототипу BY Дракона була відкрита 1966 року, а детально її дослідив Павло Чугайнов у 1973—1976 роках.
Як не дивно, зоря Проціон, яка значно яскравіша за Сонце та має спектральний клас F5 IV/V, також вважається змінною типу BY Дракона. Проціон має дві незвичайності: він рухається з головної послідовності у фазу субгігантів та перебуває посередині між стадією протон-протонного ланцюжка та горіння циклу Бете. Це означає, що його зовнішня оболонка перебуває в перехідній стадії між конвективною та неконвективною. Будь-яка з цих особливостей може пояснити її аномально великі зоряні плями.
Деякі з цих зір демонструють спалахи, що спричиняє додаткову змінність типу UV Кита. Також спектри змінних типу BY Дракона (особливо їхні лінії водню та кальцію) схожі на спектри змінних типу RS Гончих Псів, іншої групи змінних зір з активними хромосферами.